# Eleutherodactylus cystignathoides
Eleutherodactylus cystignathoides är en groddjursart som först beskrevs av Cope 1877.  Eleutherodactylus cystignathoides ingår i släktet Eleutherodactylus och familjen Eleutherodactylidae. IUCN kategoriserar arten globalt som livskraftig.

## Underarter
Arten delas in i följande underarter:
- E. c. campi
- E. c. cystignathoides